# Карабелівка
Карабе́лівка — село в Україні, у Теплицькій селищній громаді Гайсинського району Вінницької області. Населення становить 630 осіб.
Біля села знаходиться гідрологічна пам'ятка природи місцевого значення Лебідеві криниці.

## Історія
12 червня 2020 року, відповідно розпорядження Кабінету Міністрів України № 707-р «Про визначення адміністративних центрів та затвердження територій територіальних громад Вінницької області», село увійшло до складу Дашівської селищної громади.
19 липня 2020 року, в результаті адміністративно-територіальної реформи і ліквідації Теплицького району, село увійшло до складу Гайсинського району.

## Цікаві факти
У 2015 році у видавництві «Родовід» вийшло дослідження Геннадія Романенка «Карабелівка. Земля наших предків — земля наших нащадків», присвячене цьому селу.
У 2016 році Державний комітет телебачення і радіомовлення України вніс книгу Романенка до переліку творів, допущених до здобуття Президентської премії «Українська книга року» в номінації «За вагомий внесок у розвиток українознавства».